# Cedric Pioline
Cedric Pioline (født 15. juni 1969 i Neuilly-sur-Seine, Frankrig) er en fransk tidligere tennisspiller, der var professionel fra 1989 til 2002. Han vandt igennem sin karriere 5 single- og 1 doubletitel, og hans højeste placering på ATP's verdensrangliste er en 5. plads, som han opnåede i maj 2000. En af Piolines fem singletitler kom ved Copenhagen Open i København i 1996, hvor han besejrede danske Kenneth Carlsen.

## Grand Slam
Pioline har to gange været i finalen ved en Grand Slam-turnering. Første gang var ved US Open i 1993, og anden gang ved Wimbledon i 1997. Begge gange var modstanderen amerikaneren Pete Sampras, og begge gange måtte Pioline se sig besejret i 3 sæt.